# 海絲騰

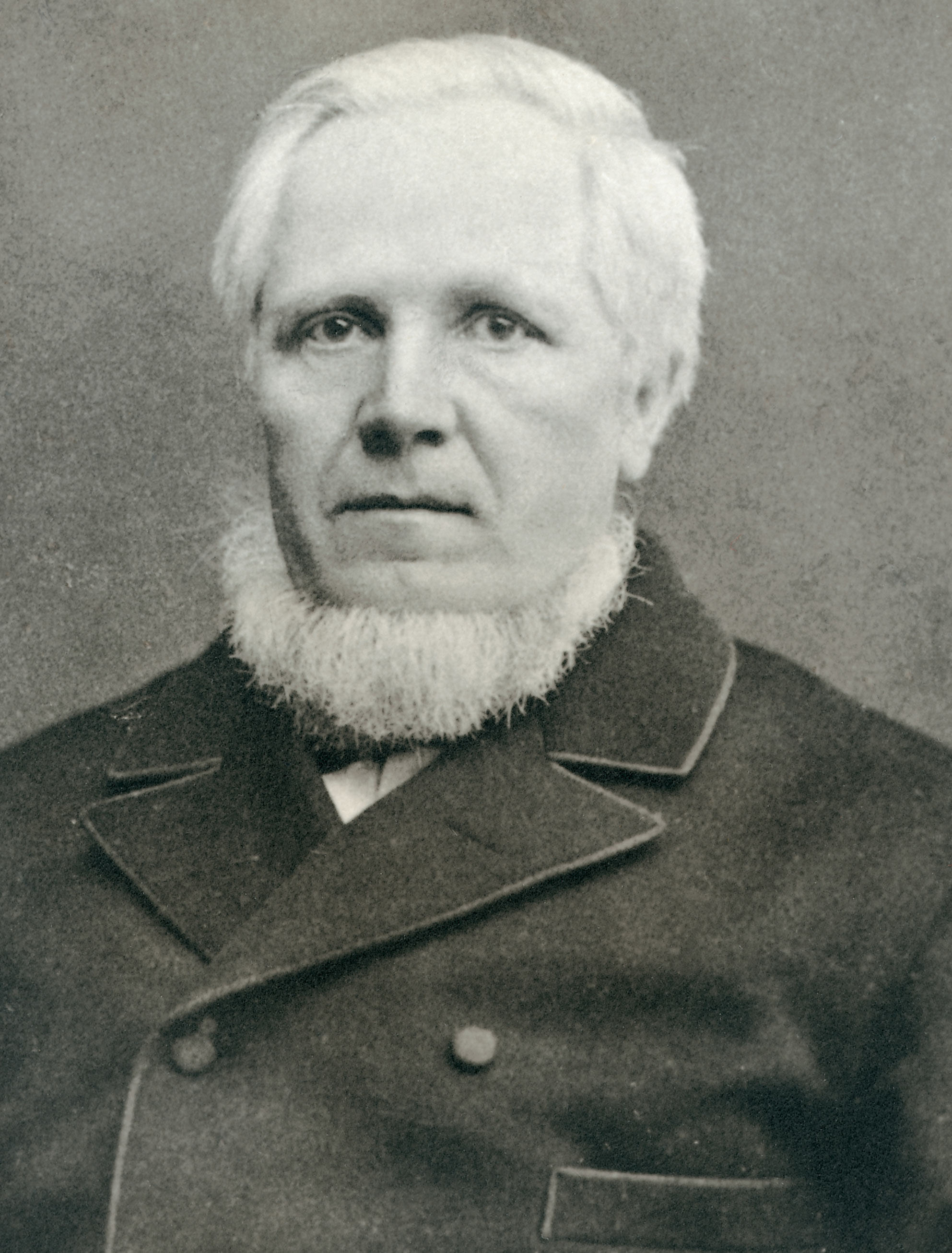
佩爾·阿道夫·詹森

海絲騰（瑞典語：Hästens Sängar AB，瑞典語發音：[ˈhɛ̌sːtɛns]，簡稱：Hastens），成立於1852年，是瑞典高級床墊及床上用品製造商。自1952年起成為瑞典皇家認可的供應商。